# Тимергалиева, Хамдуна Саитгалиевна
Хамдуна́ Саитгали́евна Тимергали́ева (тат. Хәмдүнә Сәетгали кызы Тимергалиева; 24 мая 1949, Кутлиярово, Бураевский район, Башкирская АССР, РСФСР, СССР — 14 сентября 2020, Казань, Республика Татарстан, Российская Федерация) — татарская певица, заслуженная артистка Татарской АССР (1987), народная артистка Республики Татарстан (1991), народная артистка Республики Башкортостан (2020).

## Биография

### Молодые годы
Хамдуна Саитгалиевна Тимергалиева родилась 24 мая 1949 года в деревне Кутлиярово Бураевского района Башкирской АССР.
Имя Хамдуна, данное отцом, переводится с арабского языка как «честь и хвала». По национальности — из башкирских татар, бежавших из Казани от экспансии Ивана Грозного. Росла в трудолюбивой семье, отец был председателем колхоза. Старший брат — Фанави, талантливый гармонист. Исповедовала ислам.
С детства Хамдуна решила стать певицей, унаследовав музыкальный талант от отца, умевшего красиво петь и обладавшего тонким слухом. После окончания школы она стала работать монтёром и оператором 4-го класса Уфимской телефонной станции, но любовь к пению всё-таки взяла верх.

### Карьера
В 1970 году в возрасте 21 года окончила Башкирское республиканское культурно-просветительное училище в Стерлитамаке по специальности «дирижёр хора».
Переехав в Казань, в 1976 году связала всю свою дальнейшую творческую жизнь с Татарской государственной филармонией им. Г. Тукая, начав трудовую деятельность в качестве солистки-вокалистки эстрадного отдела концертной бригады под руководством заслуженного артиста РСФСР, народного артиста ТАССР Э. Заляльдинова. Первым исполненным ею произведением стала песня «Гармун моңнары». Также работала в творческих коллективах народных артистов Г. Рахимкулова и И. Шакирова, благодаря чему усовершенствовала своё вокальное мастерство. Впоследствии Тимергалиева создала свой эстрадный коллектив, изъездив с ним как практически всю страну, так и места компактного проживания татар за рубежом.
В 1998 году, после ухода из солисток Татгосфилармонии, по приглашению заслуженного артиста России и народного артиста Татарстана С. Фатхутдинова начала работать в качестве ведущей солистки в музыкальном театре «Салават». В 2015 году стала солисткой-вокалисткой клуба ветеранов сцены «Илхамият» при филармонии, а также сотрудничала с продюсерским центром «Барс-Медиа» телеканала «TMTV».
От природы Тимергалиева обладала сильным и самобытным певческим голосом меццо-сопрано широкого диапазона, богатым и ярким по тембру, ровно звучащим в одновременно в низком и высоком регистрах, что позволяло ей исполнять практически любые песни. Тимергалиева снискала большую популярность и любовь зрителей благодаря глубокому знанию национального фольклора, яркому таланту и оригинальной исполнительской манере, отличающейся следованию традициям народного пения, эмоциональностью и выразительностью выступления. Её концерты неизменно проходили на высоком профессиональном уровне, положительно характеризовались в прессе, радио и телевидении. В народе Тимергалиева за свою манеру исполнения была известна как «халыкчан», то есть «подлинно народная», и звалась — Хамдуна-апа. Сама она примером певческого мастерства для себя считала А. Авзалову; Тимергалиеву считали её наследницей на сцене.
Будучи собирательницей фольклора, Тимергалиева стала первой профессиональной исполнительницей старинных татарских и башкирских народных песен «Җомга», «Ялгыз каен», «Картуф», «Әлмәлүк көе», «Галигә барам әле», «Эх, замана», «Тәтешле көе», «Эх, Мәдинә, Мөкәрәмә», «Борай», «Бибизәкә», «Безнең дуслар марилар» и многих других. Также в её интерпретации стали популярными у публики такие татарские народные песни как «Уф, йөрәгем», «Күл буенда», «Ай-һай, гөлкәем», «Усы буйлары», «Ак чук, зәңгәр шәл» и ряд других. В репертуаре Тимергалиевой было более тысячи песен, двести из которых — татарские народные. Специально для неё свои произведения писали многие татарские и башкирские композиторы: Р. Яхин, С. Садыкова, Ф. Ахметов, Р. Хасанов, Л. Батыр-Булгари, Р. Тимербаев, А. Якшембетов; многие их песни в исполнении Тимергалиевой стали хитами татарской эстрады.
За свою карьеру Тимергалиева была отмечена многими государственными наградами, в том числе почётными званиями народной и заслуженной артистки Татарстана. Сама же она была сильно обижена на руководство Башкортостана из-за того, что её талант никак не был признан на малой родине. Претерпев множество испытаний за свою творческую жизнь, она, невзирая на чины и звания, всегда открыто выражала своё мнение.
Вела собственный блог на канале «Youtube», общалась с поклонниками в социальных сетях, приглашала к себе молодых артистов (в частности, поддерживала певца Элвина Грея), активно экспериментировала и не боялась новый веяний в музыке. Активно участвовала в мероприятиях Татгосфилармонии, включая посадку «именных» елей в честь выдающихся деятелей татарской сцены. Несмотря на возраст, до последних дней выходила на сцену и всегда пела только вживую, не жалуясь на здоровье.
В 2019 году отметила своё 70-летие юбилейным концертом в Татгосфилармонии. В 2020 году по окончании ограничительных мер из-за пандемии коронавируса Тимергалиева успела выступить на концерте по случаю Дня республики 30 августа у театра им. Г. Камала, в сентябре приняла участие в открытии бюста И. Шакирову и затем провела сольный концерт в Набережных Челнах. В те дни Тимергалиева была выдвинута на первую премию им. И. Шакирова, и вскоре о ней должна была выйти биографическая книга.
На пандемию не оглядываемся, а поем. Наш народ всю жизнь пел, поет и будет петь. Как говорил Муса Джалиль, умирать будем с песней…Хамдуна Тимергалиева, август 2020 года.

### Смерть и похороны
Хамдуна Саитгалиевна Тимергалиева скончалась 14 сентября 2020 года в возрасте 71 года в Казани от сердечного приступа
. Тело певицы было обнаружено на её даче племянником и музыкантом её коллектива, приехавшим забрать Тимергалиеву на репетицию. Ранее она перенесла установку кардиостимулятора, а в 2018 году — операцию по шунтированию сердца.
Она была всегда на виду, выступала на сцене, ее голос звучал на радио и телевидении. Свое достойное место она сумела найти и в просторах интернета. Думаю, нет среди татар таких людей, кто не слышал ее песен, кто не знал о ней. Певица подарила зрителям много новых песен и вернула татарскому народу множество уже позабытых мелодий. Она была яркой личностью, пережившей много трудностей в жизни, снискавшей известность своим трудом и талантом, имеющей свое мнение и смело заявляющей о своем слове.Фарид Мухаметшин, председатель Государственного Совета Республики Татарстан.

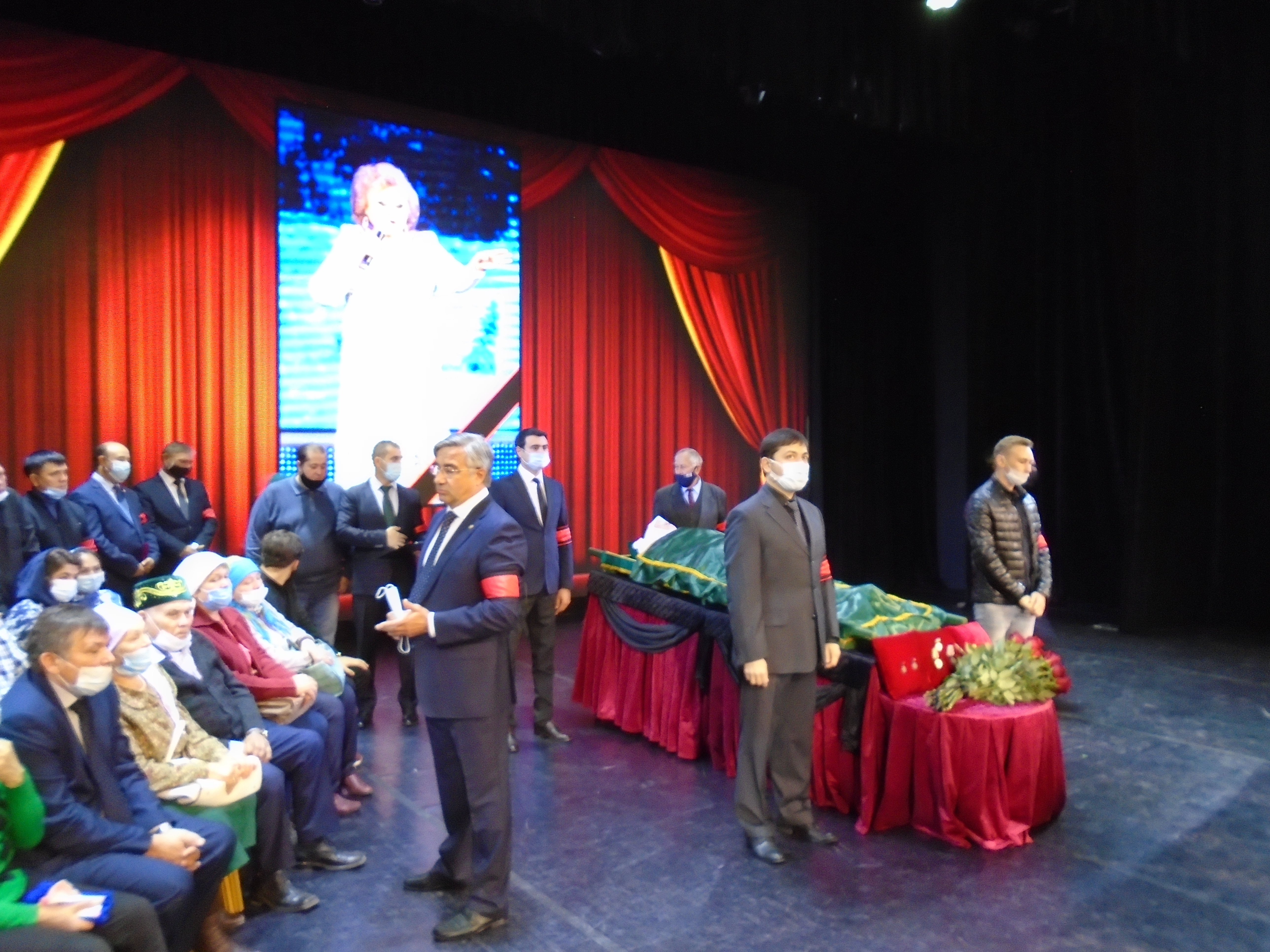
Церемония прощания

Свои соболезнования выразили руководители Татарстана и лично президент Рустам Минниханов, а также глава Башкортостана Радий Хабиров. Память Тимергалиевой была почтена на открытии фестиваля «Яңа татар җыры».

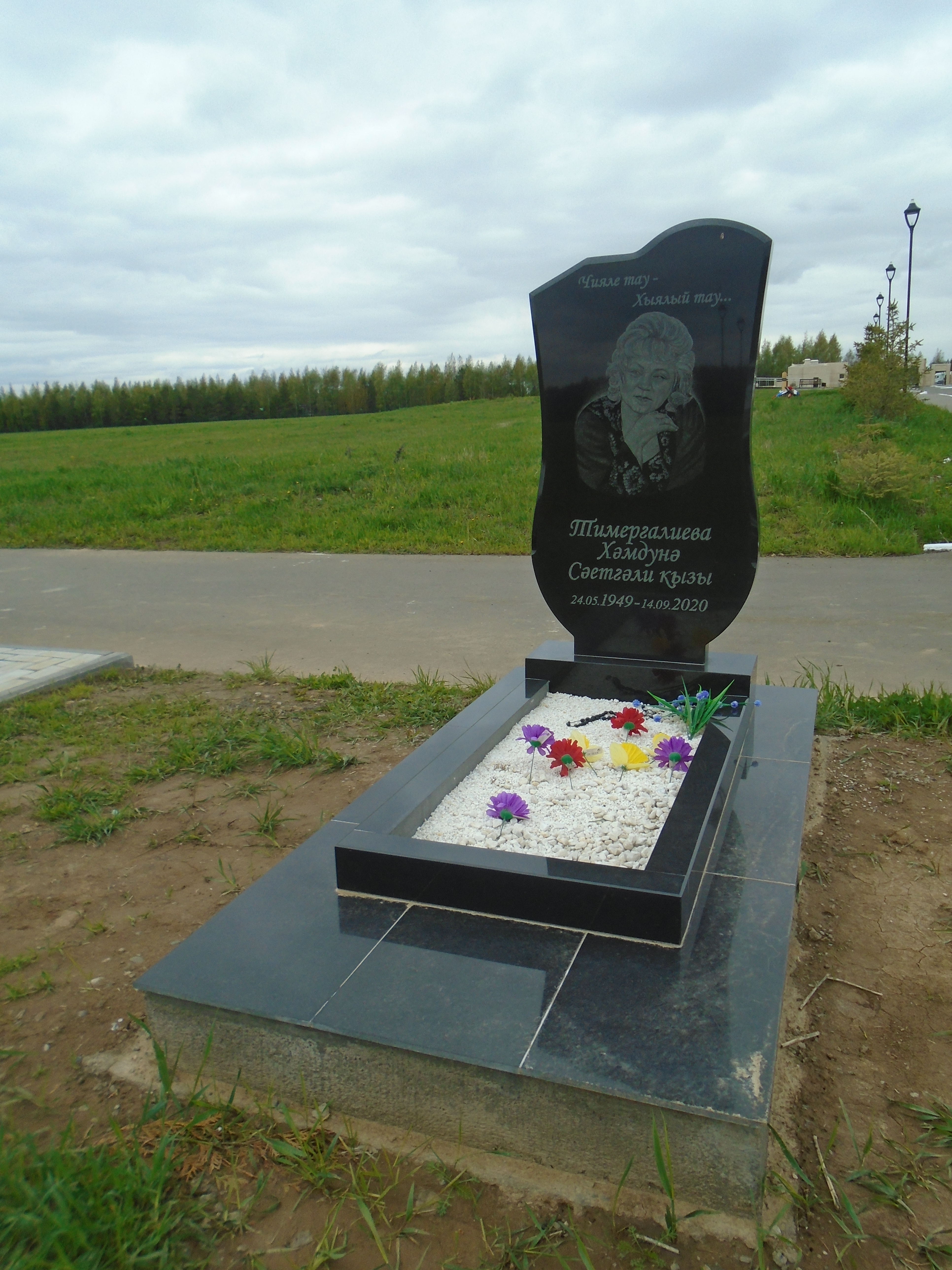
Могила Тимергалиевой

Церемония прощания по мусульманскому обряду прошла 15 сентября в здании Татгосфилармонии с участием заместителя премьер-министра Татарстана и председателя Национального совета Всемирного конгресса татар Василя Шайхразиева, представителей правительства Башкортостана и Бураевского района, а также нескольких сотен человек, простых поклонников, друзей и близких Тимергалиевой. В тот же день она была похоронена на кладбище «Курган» в Кощаково, близ Казани.

## Награды
- Почётное звание «Заслуженная артистка Татарской АССР» (1987 год)[1][25].
- Почётное звание «Народная артистка Республики Татарстан» (1991 год)[1][2].
- Почётное звание «Народная артистка Республики Башкортостан» (2020 год, посмертно)[1][46]. Указ о награждении был подписан главой Башкортостана Р. Хабировым ещё при жизни Тимергалиевой, однако она об этом оповещена не была[47][21]. Знак лауреата и документы на звание, вручение которых было отложено из-за пандемии коронавируса, были посмертно переданы заместителем министра культуры Башкортостана[баш.] Р. Алтынбаевым[баш.] племяннику Хамдуны Тимергалиевой на панихиде по ней в Татгосфилармонии[10][22][48].
- Медаль «В память 1000-летия Казани» (2005 год)[1], «За доблестный труд» (2015 год)[49], нагрудный знак министерства культуры Татарстана «За достижения в культуре» (2004), благодарственные письма президента (2004 год), премьер-министра Татарстана[тат.] (2009 год) и полномочного представителя Татарстана в России (2010), почётные грамоты многих районов и городов Татарстана и Башкортостана[1][2].
- Лауреат премий «Болгар радиосы»[50], «Золотой барс» фестиваля «Татар җыры»[51], «ТМТV»[52], являлась обладателем звания «Певица-легенда»[53].

## Личная жизнь
Дважды была замужем, детей нет. Давая интервью в 2018 году, Тимергалиева говорила, что её одиночество никак не связано с активной исполнительской деятельностью. Рассказывая о том, как вышла замуж в сорок семь лет, она сказала, что в то время устала от сплетен и хотела уйти со сцены, чтобы построить семью и завести детей, но ничего из этого не вышло. Также выражала своё сожаление о том, что не родила ребёнка от своей первой любви — мужчины, которого никогда не забывала.

## Память
В 2018 году в сквере Татгосфилармонии была посажена «именная» ель Тимергалиевой. В 2020 году было объявлено о планах назвать её именем одну из улиц в центре Бураевского района — селе Бураево. В том же году вышла книга мемуаров Тимергалиевой.